# マイケル・ヴァン・ガーウェン
マイケル・ヴァン・ガーウェン（Michael van Gerwen オランダ語: [ˈmɑikəl vɑn ˈɣɛrʋə(n)]、1989年4月25日 - ）は、オランダのダーツプレイヤー。現在はPDC世界ランク2位。13歳からダーツを始め、2006年のワールド・マスターズで優勝。2007年のマスターズでナイン・ダート・フィニッシュを達成。2014年のラドブロークスワールドチャンピオンシップで史上最年少優勝を果たした。

## 来歴
ヴァン・ガーウェンはボクステルに生まれ、12歳まではサッカーのディフェンダーとして活躍していた。13歳からダーツを習い始める。その頃からダーツ大会で数多くの優勝を果たし、2006年のウィンマウ・ワールド・マスターズで史上最年少優勝を果たす。翌年PDCサーキットに参戦。2012年、ワールド・グランプリでメジャータイトルを獲得。13年にはプレミアリーグ、ラドブロークスワールドチャンピオンシップで史上最年少優勝するなど数多くのタイトルを獲得した。

## 主な成績

### BDO世界選手権
- 優勝: 無し
- 準優勝: 無し
- ベスト4: 無し
- ベスト8: 無し

### ワールドマスターズ
- 優勝: 1回 (2006)
- 準優勝: 無し
- ベスト4: 無し
- ベスト8: 無し

### インターナショナル・ダーツリーグ
- 優勝: 無し
- 準優勝: 無し
- ベスト4: 無し
- ベスト8: 1回 (2006)

### ワールドダーツ・トロフィー
- 優勝: 無し
- 準優勝: 無し
- ベスト4: 1回 (2006)
- ベスト8: 無し

### PDC世界選手権
- 優勝: 3回 (2014, 17, 19)
- 準優勝: 4回 (2013, 20, 23, 25)
- ベスト4: 2回 (2015, 18)
- ベスト8: 2回 (2021, 24)

### ワールドマッチプレー
- 優勝: 3回 (2015 - 16, 22)
- 準優勝: 2回 (2014, 24)
- ベスト4: 2回 (2013, 21)
- ベスト8: 2回 (2012, 17)

### ワールドグランプリ
- 優勝: 6回 (2012, 14, 16, 18 - 19, 22)
- 準優勝: 1回 (2015)
- ベスト4: 無し
- ベスト8: 2回 (2013, 20)

### UKオープン
- 優勝: 3回 (2015 – 16, 20)
- 準優勝: 1回 (2023)
- ベスト4: 2回 (2014, 21)
- ベスト8: 1回 (2013)

### プレミア・リーグ・ダーツ
- 優勝: 7回 (2013, 16 - 19, 22 - 23)
- 準優勝: 2回 (2014 - 15)
- ベスト4: 2回 (2021, 24)
- ベスト8: 無し

### グランドスラム・オブ・ダーツ
- 優勝: 3回 (2015 - 17)
- 準優勝: 1回 (2012)
- ベスト4: 2回 (2018 - 19)
- ベスト8: 4回 (2014, 20 - 22)

### ヨーロピアン・チャンピオンシップ
- 優勝: 4回 (2014 - 17)
- 準優勝: 1回 (2021)
- ベスト4: 1回 (2013)
- ベスト8: 1回 (2023)

### プレーヤーズ・チャンピオンシップ・ファイナルズ
- 優勝: 7回 (2013, 15 - 17, 19 - 20, 22)
- 準優勝: 2回 (2018, 23)
- ベスト4: 無し
- ベスト8: 1回 (2021)

### マスターズ
- 優勝: 5回 (2015 - 19)
- 準優勝: 1回 (2024)
- ベスト4: 1回 (2014)
- ベスト8: 3回 (2013, 22 - 23)

### チャンピオンズリーグ・オブ・ダーツ
- 優勝: 1回 (2019)
- 準優勝: 1回 (2016)
- ベスト4: 1回 (2018)
- ベスト8: 無し

### マスターズ・オブ・ダーツ
- 優勝: 無し
- 準優勝: 無し
- ベスト4: 1回 (2007)
- ベスト8: 無し

## 世界選手権の結果

### BDO
- 2007年: 第1ラウンド (2 - 3 ゲイリー・ロブソンに敗北)

### PDC
- 2008年: 第1ラウンド (2 - 3 フィル・テイラーに敗北)
- 2009年: 第2ラウンド (0 - 4 フィル・テイラーに敗北)
- 2010年: 第2ラウンド (2 - 4 ジェームズ・ウェイドに敗北)
- 2011年: 第1ラウンド (1 - 3 メンサー・スルホビックに敗北)
- 2012年: 第3ラウンド (3 - 4 サイモン・ウィットロックに敗北)
- 2013年: 準優勝 (4 - 7 フィル・テイラーに敗北)
- 2014年: 優勝 (7 - 4 ピーター・ライトに勝利)
- 2015年: 準決勝 (3 - 6 ゲイリー・アンダーソンに敗北)
- 2016年: 第3ラウンド (3 - 4 レイモンド・ファン・バルネフェルトに敗北)
- 2017年: 優勝 (7 - 3 ゲイリー・アンダーソンに勝利)
- 2018年: 準決勝 (5 - 6 ロブ・クロスに敗北)
- 2019年: 優勝 (7 - 3 マイケル・スミスに勝利)
- 2020年: 準優勝 (3 - 7 ピーター・ライトに敗北)
- 2021年: 準々決勝 (0 - 5 デイブ・チズナルに敗北)
- 2022年: 第3ラウンド (棄権 新型コロナウイルス感染症)
- 2023年: 準優勝 (4 - 7 マイケル・スミスに敗北)
- 2024年: 準々決勝 (3 - 5 スコット・ウィリアムズに敗北)
- 2025年: 準優勝 (3 - 7 ルーク・リトラーに敗北)